# Rue Duvivier
Pour les articles homonymes, voir Duvivier.
La rue Duvivier est une rue du 7e arrondissement de Paris.

## Situation et accès
Longue de 221 mètres, elle commence rue de Grenelle et finit avenue de La Motte-Picquet.
Le quartier est desservi par la ligne 8 aux stations École Militaire et La Tour-Maubourg.

## Origine du nom

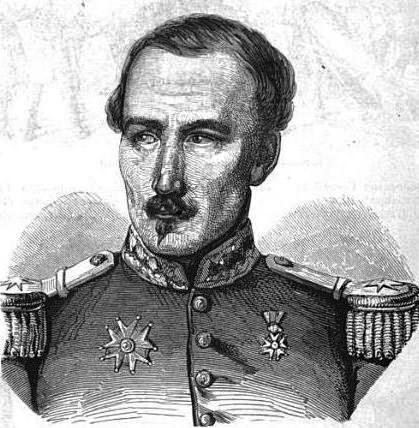
Franciade Fleurus Duvivier.

Elle porte le nom du général Franciade Fleurus Duvivier (1794-1848), mortellement blessé sur les barricades lors de l'émeute de juin 1848.  

## Historique
Cette voie ouverte en 1842 sous le nom de « cité Laurent-de-Jussieu », prend sa dénomination actuelle vers 1860.

## Bâtiments remarquables et lieux de mémoire
- No 21 (démoli) : à cette adresse se trouve en 1879 le théâtre Tivoli-Folies du Gros-Caillou[1] puis le Cirque de Paris en 1914[2]. Créée vers 1870, cette salle de spectacle se présente sous la forme d’une « vaste construction de pierre, moellons et brique, couverte de carton goudronné, avec, sur la rue Duvivier, une belle façade »[3].